# مردم فوره
مردم فوره (انگلیسی: Fore people) مردم هستند که در منطقه اوکاپا، استان ارتفاعات شرقی در پاپوآ گینه نو زندگی می‌کنند. تقریباً ۲۰۰۰۰ فوره وجود دارد که توسط کوه‌های وانوینتی به مناطق شمالی و جنوبی فوره جدا شده‌اند. شکل اصلی امرار معاش آنها کشاورزی و بریدن و سوزاندن است. زبان فوره دارای سه گویش متمایز است و جنوبی‌ترین عضو خانواده مرکزی شرقی، شرق گینه نوین استوک، زبان‌های فرا-گینه نو شاخه زبان‌های پاپوآیی است.
در دهه ۱۹۵۰، انسفالوپاتی اسفنجی‌شکل بیماری کورو در جنوب فوره کشف شد. سنت محلی آیین آدم‌خواری (انسان‌ها) مردگان آنها منجر به همه‌گیری شده بود که از سال ۱۹۵۷ تا ۲۰۰۵ تقریباً ۲۷۰۰ نفر کشته شدند.
تا دهه ۱۹۵۰، مردم فور کمترین تماس مستقیمی با افراد خارجی داشتند که در آن زمان پاپوآ گینه نو را مستعمره می‌کردند. تعداد کمی از کاوشگران در دهه ۱۹۳۰ از قلمرو آنها عبور کردند و حداقل یک هواپیما در طول جبهه جنوب غربی اقیانوس آرام در آنجا سقوط کرد. بیماری‌های جدیدی مانند آنفلوانزا قبل از تماس قابل توجه با افراد استعمارگر به آنها رسید.